# MK2 Bastille (côté Beaumarchais)
Pour les articles homonymes, voir Bastille (homonymie).
Ne doit pas être confondu avec MK2 Bastille (côté Faubourg Saint-Antoine).
Le MK2 Bastille (côté Beaumarchais) est une salle de cinéma du groupe MK2 située dans le 11e arrondissement de Paris au no 4, boulevard Beaumarchais près de la place de la Bastille.
Le cinéma est classé « art et essai ».

## Historique
Le cinéma a été aménagé à la place d'un restaurant, dans lequel déjeunent les héroïnes du film Les Bonnes Femmes de Claude Chabrol, sorti en 1960.
L'ancien 14-Juillet-Bastille, en référence à la prise de la Bastille, est la première des salles reprises par Marin Karmitz lors de la création du groupe MK2 en 1974.
Il s'agit d'un cinéma projetant en version originale des films d'auteur et indépendants, mais aussi des productions plus grand public. Il dispose de quatre salles de 240 (en gradins), 120, 70 et 45 fauteuils. Le changement de nom en MK2 Bastille est effectué le 29 avril 1998, comme l'ensemble des salles du groupe.
Le MK2 Bastille est renommé MK2 Bastille (côté Beaumarchais) en 2017, à la suite du rachat du cinéma indépendant La Bastille, lui-même renommé MK2 Bastille (côté Faubourg Saint-Antoine), situé au 5, rue du Faubourg-Saint-Antoine.

## Accès
Le MK2 Bastille (côté Beaumarchais) est accessible par les lignes 1, 5 et 8 du métro de Paris, station Bastille.